# Campaña de Reconquista de Monteverde
La Campaña de Reconquista de Monteverde son una serie de acciones militares sucedidas entre febrero y julio de 1812 que el militar español Domingo de Monteverde emprende dirigiendo el ejército realista para sofocar las provincias venezolanas que habían declarado su independencia de España, recuperando la zona central y occidental del país, y logrando la caída de la Primera República de Venezuela.

## Antecedentes
Para comienzos de 1812 los enfrentamientos entre realistas y patriotas habían llegado a un equilibrio de fuerzas, sería la llegada de un pequeño contingente de refuerzos desde Puerto Rico lo que permitió a los monárquicos de Coro y Maracaibo romper dicho equilibrio. El capitán general Fernando Miyares estaba inactivo en Maracaibo y su segundo, Ceballos, no podía hacer más. Tras rechazar la expedición caraqueña de 1810, fue incapaz de auxiliar a los rebeldes de Valencia. En marzo de 1812, los 400 hombres de la guarnición de Coro estaban «desnudos y pereciendo de hambre» y muchos estaban agonizando lentamente en los hospitales. El capitán de fragata de origen canario, Domingo de Monteverde al mando de una compañía española de 120 soldados de infantería de marina y 3 oficiales desembarca en Coro procedente de Puerto Rico el 12 de febrero. Según el diplomático español Mariano Torrente, en esos momentos los patriotas tenían en Caracas 5.000 hombres, en Barquisimeto 1.000, en Guayana 2.500 y en Valencia 1.500 a 2.000.

## La campaña
El gobernador de la provincia de Coro, José Ceballos, teniendo noticias de la actividad realista en Carora que dirigía el Juan de los Reyes Vargas comisiona a Monteverde, acompañado del sacerdote Andrés Torrellas, para que con una columna de 264 hombres se dirija a la zona en apoyo de la rebelión. Su tropa incluía infantes de marina, soldados del regimiento de la Reina y del batallón Veterano de Maracaibo. Monteverde sale de Coro el 10 de marzo con Torellas y llega a Siquisique el 17, dos días después del pronunciamiento realista de Reyes Vargas. En la ciudad aumenta sus fuerzas con 400 hombres. Desde Maracaibo recibe un refuerzo de 500 hombres. Monteverde reúne una columna de unos 1.550 hombres de infantería, caballería y artillería además de la compañía de Infantería de marina, esa fuerza está compuesta de 60 oficiales, 2 cirujanos y 1.488 individuos de tropa a los que habría que sumar 3 oficiales y milicianos sueltos, 3 maestres anexos y 3 empleados de la Real Hacienda. Otras fuentes hablan de 130 infantes de marina traídos desde Puerto Rico, 400 veteranos venidos de Maracaibo y otras urbes y hasta 1.000 milicianos urbanos de Coro y otras poblaciones. El millar de milicianos había sido reunido como guarnición por la misma junta de gobierno coriana durante seis meses de inútiles negociaciones y armada gracias al apoyo de Miyares en Maracaibo y de las autoridades de las Antillas. Oficialmente, los realistas de Coro habían anunciado tener más de 2.000 milicianos listos para defender la ciudad y atacar Caracas, pero nadie les creyó por no tener ni siquiera las armas para equipar tal fuerza; los historiadores creen que por entonces no pasaban de 500 urbanos. El avance era peligroso, a medida que más se distanciaba de su base en Coro, a Monteverde le era más difícil abastecer a sus tropas y no podía esperar auxilios de Guayana.
El 19 de marzo toma Baragua. Por último se dirige hacia Carora donde arriba el 23 de ese mes. Alarmados por los éxitos de Monteverde, el ejecutivo de la República designa al general Francisco de Miranda comandante en jefe del ejército y le confiere poderes extraordinarios. El 25 de marzo Miranda asume la dictadura. Miranda sale de Caracas el 1 de mayo con nueve batallones de infantería, un batallón de zapadores, diez piezas de artillería de campaña, dos escuadrones de caballería y varias compañías sueltas. El generalísimo Miranda marcha por los valles de Aragua y llega a Guacara desde donde se repliega al paso de La Cabrera, que fortifica en conjunto con el de Guaica al sur del Lago de Valencia. 
Monteverde se vio favorecido por el Terremoto de Venezuela de 1812 (26 de marzo) que afecto en su mayoría a centros poblados bajo control de los patriotas, donde perecieron miles de civiles y tropas, además de la impopularidad de la causa de la independencia en la sociedad venezolana. Se dieron posteriormente réplica muy violenta del 4 de abril, en total 20.000 personas murieron. El 2 de abril Monteverde ocupa a Barquisimeto, destruida por el terremoto, sin encontrar resistencia porque Diego Jalón había evacuado la urbe tras derrumbarse el cuartel durante el terremoto. El 7 toma Cabudare y Araure cae en poder realista el 18. El 25 de abril toma San Carlos tras derrotar a Miguel Ustáriz en Los Colorados. Monteverde sigue hacia Valencia donde derrota al coronel Miguel Carabaño el 3 de mayo y ocupa la ciudad.
Para forzar el paso Monteverde encarga a Eusebio Antoñanzas a que se dirija a los llanos de Calabozo e insurreccione la zona para después avanzar hacia Maracay vía Villa de Cura. El éxito de la tarea de Antoñanzas obliga a Miranda a retroceder a La Victoria donde tras la concentración de Monteverde y Antoñanzas en San Mateo resiste dos ataques realistas el 20 y 29 de junio. Durante el tiempo que resiste los ataques realistas en La Victoria (donde Monteverde llegaría a perder a 2.000 hombres entre muertos y heridos) Miranda recibe alarmantes noticias de la insurrección de los esclavos en la región de Barlovento y la pérdida de la plaza de Puerto Cabello. La situación militar de la república convencen a Miranda a entrar en negociaciones con los españoles. El 25 de julio se firma la capitulación de la república en San Mateo.

## Consecuencias
Entre las razones de la derrota republicana están que la misma aristocracia criolla desconfiaba de la figura de Miranda y era seguido con recelos y que al poco andar la rebelión mantuana empezó a estallar otra revuelta mayor, de carácter popular de las castas inferiores contra su dominio en 1811 y que duraría hasta 1816 cuando finalmente aquellas fuerzas fueron incorporadas a las filas republicanas. Esta insurrección estalló entre los pescadores, mestizos y esclavos negros y mulatos de Isla Margarita y Cumaná y pronto se extendió por todo el país. Esta tuvo como consecuencias que los mantuanos se verían obligados a aceptar rápidamente un cese de las hostilidades y significó que en Venezuela, al ser uno de los pocos lugares donde los movimientos independentistas contaran con el apoyo popular, el poder realista no se consolidara permitiendo el surgimiento de la Segunda República de Venezuela.